# Arca (geslacht)
Arca is een geslacht van tweekleppige weekdieren, dat fossiel bekend is vanaf het Jura. Tegenwoordig bestaan er nog enkele soorten van dit geslacht.

## Beschrijving
De even scharnierende, meestal bolvormige behuizingen zijn middelgroot tot groot en bereiken een maximale lengte van ongeveer tien centimeter. Ze zijn bijna trapeziumvormig tot rechthoekig, bij sommige soorten wordt de grootste breedte bereikt in het achterste deel van de behuizing. Ze zijn altijd aanzienlijk langer dan hoog (meestal L / H-index> 1,5 tot meer dan 2). De brede wervels staan ver uit elkaar en zijn naar voren gebogen. Ze liggen voor het midden van de dorsale marge, d.w.z. de behuizing achter de vortex is altijd min of meer aanzienlijk langer dan vóór de vortex. Een byssus is altijd aanwezig. Het doorgangspunt voor de byssus bevindt zich ongeveer in het midden van de ventrale marge. Op dit punt gaan de kleppen open, zelfs wanneer de behuizing is gesloten. Een min of meer uitgesproken rug (carina) loopt van de wervels naar de overgang van de achterste marge naar de ventrale marge. De achterste marge is vaak min of meer ingesprongen. De ventrale marge is niet gekarteld. De behuizingen zijn echter vaak nogal variabel binnen één type.
De rand van het slot is lang, recht of licht gebogen of gebogen met veel vergelijkbare tanden. De tanden zijn verticaal of schuin tot bijna parallel aan de rand van het slot. Tussen de wervels ligt het brede ligamentveld met ruitvormige patronen en vaak met ribbels. De versiering bestaat uit sterke radiale en concentrische ribben die een rasterpatroon kunnen vormen. Veel Arca-soorten zijn gekleurd met levendige patronen. Veel soorten hebben eenvoudige ogen aan de rand van de vacht. De lengte van de schelp bedraagt circa vijf tot 7,5 centimeter.

### Vergelijkbare geslachten
De behuizing van de Barbatia-soort is meestal iets kleiner en langwerpiger-eivormig. Ze zijn meestal plat, d.w.z. niet bijzonder opgeblazen. De dorsale marge strekt zich niet uit over de gehele lengte van de behuizing. Een kiel van de wervel naar de achterrand ontbreekt op het achterste behuizingsdeel, of er wordt alleen een zwakke kiel gevormd. Het geslacht Acar heeft daarentegen omhulsels die niet of slechts een heel klein beetje aan de ventrale rand opengaan. De rug van de wervel naar de achterste rand is meestal niet erg uitgesproken.

## Geografische verspreiding en habitat
De soort van het geslacht bewoont wereldwijd warme en tropische zeeën, slechts een paar soorten komen zelfs op gematigde breedten voor. De meeste van hen zijn inwoners van ondieper water van het getijdengebied tot ongeveer honderd meter waterdiepte. Slechts enkele soorten dringen door tot grotere diepten. De soorten van het geslacht Arca zijn meestal bewoners van een harde ondergrond die zich met Byssus-draden aan het harde substraat hechten.

## Soorten
- A. americana † d'Orbigny 1853
- A. umbonata † Lamarck 1819
- A. canalis † Conrad 1856
- A. schizotoma † Dall 1898
- A. sulcicosta † Gabb 1866
- A. occidentalis † Philippi 1847
- A. angusta † Lamarck 1805
- A. augusta Lamarck 1805
- A. avellana Lamarck 1819
- A. arabica † Philippi 1847
- A. bezanconi † Cossmann 1887
- A. biangula † Lamarck 1805
- A. blanfordi † Newton 1905
- A. camaronesia † Ihering 1907
- A. capulopsis † Pritchard 1901
- A. cardiiformis Basterod 1825
- A. chevallieri † Cossmann 1887
- A. choffati † Thurmann & Etallon 1863
- A. cholana † Spieker 1922
- A. clathrata Reeve 1844
- A. cordata Benett 1831
- A. coxi † Dey 1961
- A. dalli † Brown & Pilsbry 1913
- A. debilis † Martin 1883
- A. delandensis † Mansfield 1939
- A. divaricata Sowerby 1933
- A. douvillei † Gemmellaro 1896
- A. feddeni † Vredenburg 1928
- A. fuscoides † Martin 1883
- A. hispida Philippi 1849
- A. holmesii Kurtz 1860
- A. incerta † Martin 1883
- A. interrupta † Lamarck 1805
- A. kannegieteri † Icke 1907
- A. labiata Solander 1786
- A. lactea Linnaeus 1767
- A. larkhanaensis † d'Archiac 1850
- A. limula Conrad 1832
- A. mcnairyensis † Wade 1926
- A. mekranica † Vredenburg 1928
- A. miliacea † Cossmann 1887
- A. minuata † Deshayes 1858
- A. nannodes † Martin 1885
- A. negata † Cotton 1947
- A. newtoni † Vredenburg 1928
- A. obeida † Abbass 1972
- A. ovata Gmelin 1791
- A. pacifica Sowerby 1833
- A. pantheonensis † Spieker 1922
- A. perticularis † del Rio 1992
- A. peethensis † d'Archiac 1850
- A. prephina † Woodring 1925
- A. protracta † Conrad 1848
- A. pseudoantiquata † Martin 1883
- A. pseudonavicularis † Tate 1886
- A. quadrilatera † Lamarck 1805
- A. radiata † Sowerby 1840
- A. salomonensis † Gemmellaro 1896
- A. sandbergeri † Deshayes 1860
- A. spiekeri † Olsson 1932
- A. squamosa Lamarck 1819
- A. striatula † Hislop 1859
- A. subfiligrana † D'Archiac & Haime 1853
- A. sublata † Thurmann & Etallon 1862
- A. submultiformis † Vredenburg 1928
- A. sulcicosta † Nyst 1836
- A. terminumbonis † Grant & Gale 1931
- A. tetragona Poli 1795
- A. tjidamarensis † Martin 1879
- A. valdensis † Boussac 1911
- A. valdiviana † Grzybowski 1899
- A. vanholsti † Spieker 1922
- A. ventricosa † Lamarck 1819
- A. † Dall 1898

De Paleobiology-database bevat meer dan tachtig (verdere) fossiele soorten, die ondertussen al zijn toegewezen aan andere geslachten. De moeilijkheid bij het benoemen van een betrouwbaar aantal soorten is dat het geslacht Arca vroeger veel breder was, maar nu is verdeeld in een paar kleinere geslachten. Veel soorten bleven zonder revisie bij het geslacht Arca, maar zouden waarschijnlijk in een van de Arca's afgezonderde geslachten kunnen voorkomen. De MolluscaBase behandelt de volgende geslachten als synoniemen: Byssoarca (Swainson, 1833, Cibota Mörch, 1853), Daphnoderma (Poli, 1795), Navicula (Blainville, 1825) en Tetrarca (F. Nordsieck, 1969). Huber (2010) laat in totaal vier groepen binnen het geslacht Arca, maar hij scheidt ze niet in termen van vorm en nomenclatuur. Dit zijn Arca (Arca) = Arca s. st. of de noae-groep, Arca (Tetrarca) (Nordsieck, 1969) of de tetragona-groep (met Arca tetragona (Poli, 1795), Arca acuminata (Krauss, 1848) en Arca ocellata (Reeve, 1844)), de zogenaamde avellana-groep met Arca patriarchalis (Röding, 1798) (= avellana (Lamarck, 1819)), Arca imbricata (Bruguière, 1789), Arca mutabilis (GB Sowerby I, 1833), Arca turbatrix (Oliver & Cosel, 1993), Arca ventricosa (Lamarck, 1819) en Arca volucris (Reeve, 1844) en een vierde groep, die wordt gekenmerkt door Arca boucardi (Jousseaume, 1894).